# PEC Zwolle (női csapat)
A PEC Zwolle egy holland sportegyesület, amelynek van női labdarúgó szakosztálya is, amely a holland női első osztályban szerepel.

## Klubtörténet
2010-ben hozták létre a női szakosztályt a klubnál. Az első évükben együttműködtek a Be Quick '28 együttesével, azóta viszont az SV Zwolle csapatával működnek együtt. 2012 és 2015 között a BeNe ligában szerepeltek.

## Szponzorok
| Időszak   | Sportmárka          | Mezszponzor |
| --------- | ------------------- | ----------- |
| 2010–2012 | IQ KUNST            | hummel      |
| 2012–2013 | IQ KUNST            | Patrick     |
| 2013–2014 | Oldenhof kookwinkel | Patrick     |
| 2014–2015 | Free a Girl         | Patrick     |
| 2015–     | DjopzZ              | Robey       |

## Játékoskeret
2020. július 2-től
| #  |     | Poszt | Név               |
| -- | --- | ----- | ----------------- |
| 1  | NED | K     | Nienke Olthof     |
| 23 | NED | K     | Tirsa Postma      |
| 26 | NED | K     | Moon Pondes       |
| 2  | NED | V     | Leonie Vliek      |
| 3  | NED | V     | Moisa van Koot    |
| 4  | NED | V     | Shanel Smid       |
| 5  | NED | V     | Jeslin Niens      |
| 22 | NED | V     | Beau Rijks        |
| 25 | NED | V     | Dara Broekhaar    |
| 36 | NED | V     | Imre van der Vegt |
| 38 | NED | V     | Marit Auée        |

| #  |     | Poszt | Név                   |
| -- | --- | ----- | --------------------- |
| 6  | NED | KP    | Maud Asbroek          |
| 8  | NED | KP    | Celien Tiemens        |
| 17 | NED | KP    | Kely Pruim            |
| 20 | NED | KP    | Lauri Weijkamp        |
| 21 | NED | KP    | Dominique Bruinenberg |
| 9  | NED | CS    | Rebecca Doejaaren     |
| 10 | NED | CS    | Nikita Tromp          |
| 11 | NED | CS    | Yvette van Daelen     |
| 14 | NED | CS    | Bonita Theunissen     |
| 24 | NED | CS    | Amy Banarsie          |
| 33 | NED | CS    | Marushka van Olst     |

## Külső hivatkozások
- Hivatalos honlap